# Округ Пильзно
Округ Пильзно (нем. Bezirk Pilzno, Пильзненский уезд, пол. Powiat pilzneński) — административная единица коронной земли Королевства Галиции и Лодомерии в составе Австро-Венгрии, существовавшая в 1867—1918 годах. Административный центр — Пильзно.
Площадь округа в 1879 году составляла 8,5456 квадратных миль (491,71 км2), а население 50 907 человек. Округ насчитывал 78 населённых пунктов, организованные в 67 кадастровых муниципалитета. На территории округа действовало 2 районных суда — в Пильзне и Бжостеке.
После Первой мировой войны округ вместе со всей Галицией отошёл к Польше.